# الشعب (الوضيع)

تعديل مصدري - تعديل

الشعب هي إحدى قرى عزلة  الوضيع بمديرية الوضيع التابعة لمحافظة أبين، بلغ تعداد سكانها 577 نسمة حسب تعداد اليمن لعام 2004.